# آبشار ناچی
آبشار ناچی (به ژاپنی: 那智滝) آبشاری است که در کشور ژاپن واقع شده‌است و بلندترین ریزشگاه آن ۱۳۳ متر ارتفاع دارد. حوضهٔ آبریز این آبشار، رود شومیو است.